# Ozotoceros
Ozotoceros is een geslacht van zoogdieren uit de familie der hertachtigen.

## Soorten en ondersoorten
- Ozotoceros bezoarticus (Linnaeus, 1758) – Pampahert
  - Ozotoceros bezoarticus arerunguaensis González et al., 2002
  - Ozotoceros bezoarticus uruguayensis González et al., 2002
- Ozotoceros pampaeus

Pampahert ·
(Ondersoorten: Ozotoceros bezoarticus arerunguaensis ·
Ozotoceros bezoarticus bezoarticus ·
Ozotoceros bezoarticus celer ·
Ozotoceros bezoarticus leucogaster ·
Ozotoceros bezoarticus uruguayensis) ·
Ozotoceros pampaeus†